# 삼성 기어 라이브
삼성 기어 라이브(영어: Samsung Gear Live)는 삼성전자에서 제조, 판매하는 안드로이드 웨어 스마트워치이다.
2014년 3월 19일 구글의 안드로이드 웨어를 공개하는 자리에서 소개가 없었지만 구글 I/O에서 공개되었으며, 2014년 7월 8일 공식적으로 출시되었다.

## 색상
- 블랙 - 22mm 규격의 교체가능 시계줄
  - 시계 색과 동일한 시계줄 제공

## 같이 보기
- 모토로라 모토 360
- LG G 워치